# St. Simon und Judas (Hennef)

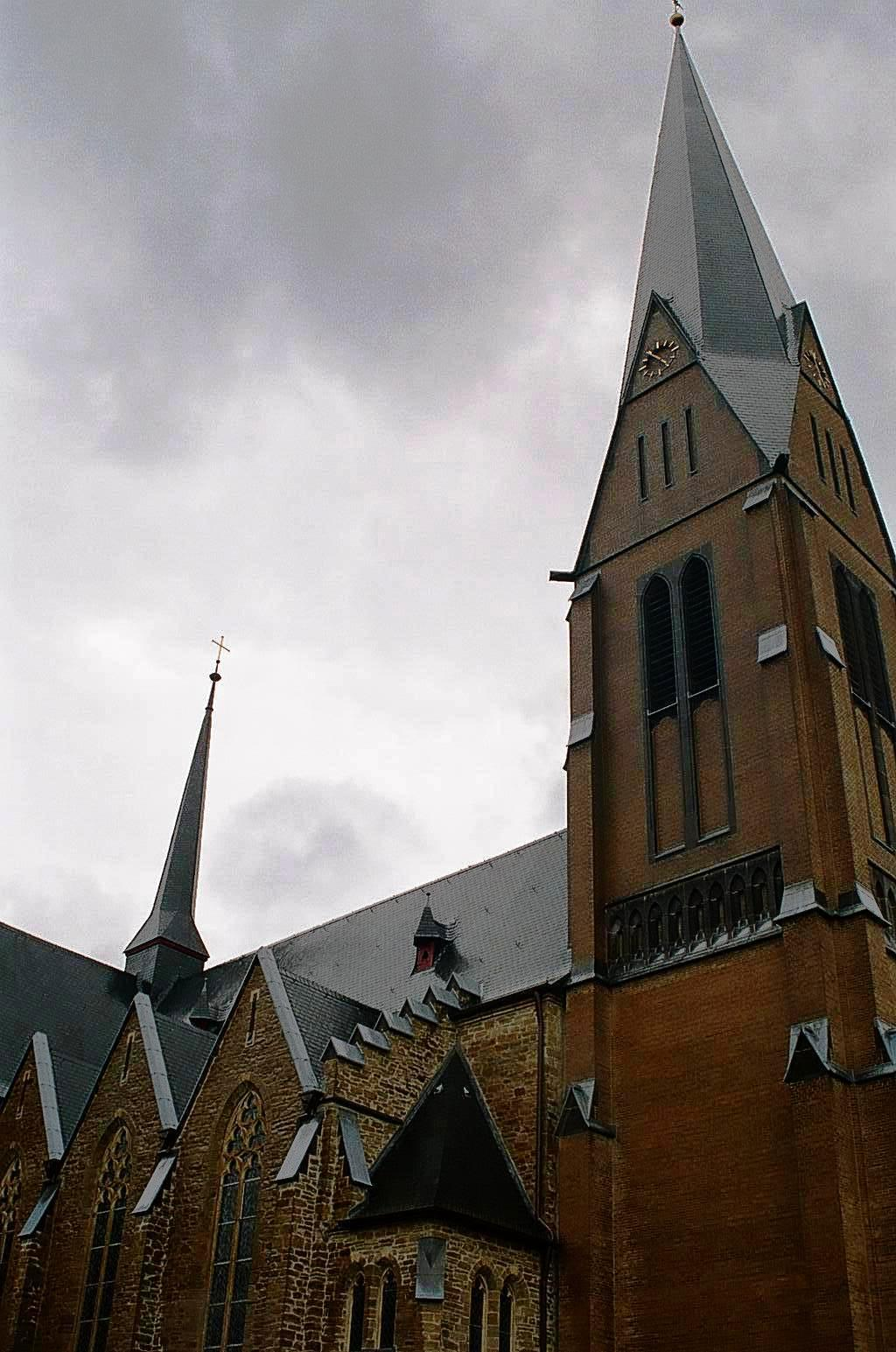
Katholische Pfarrkirche St. Simon und Judas

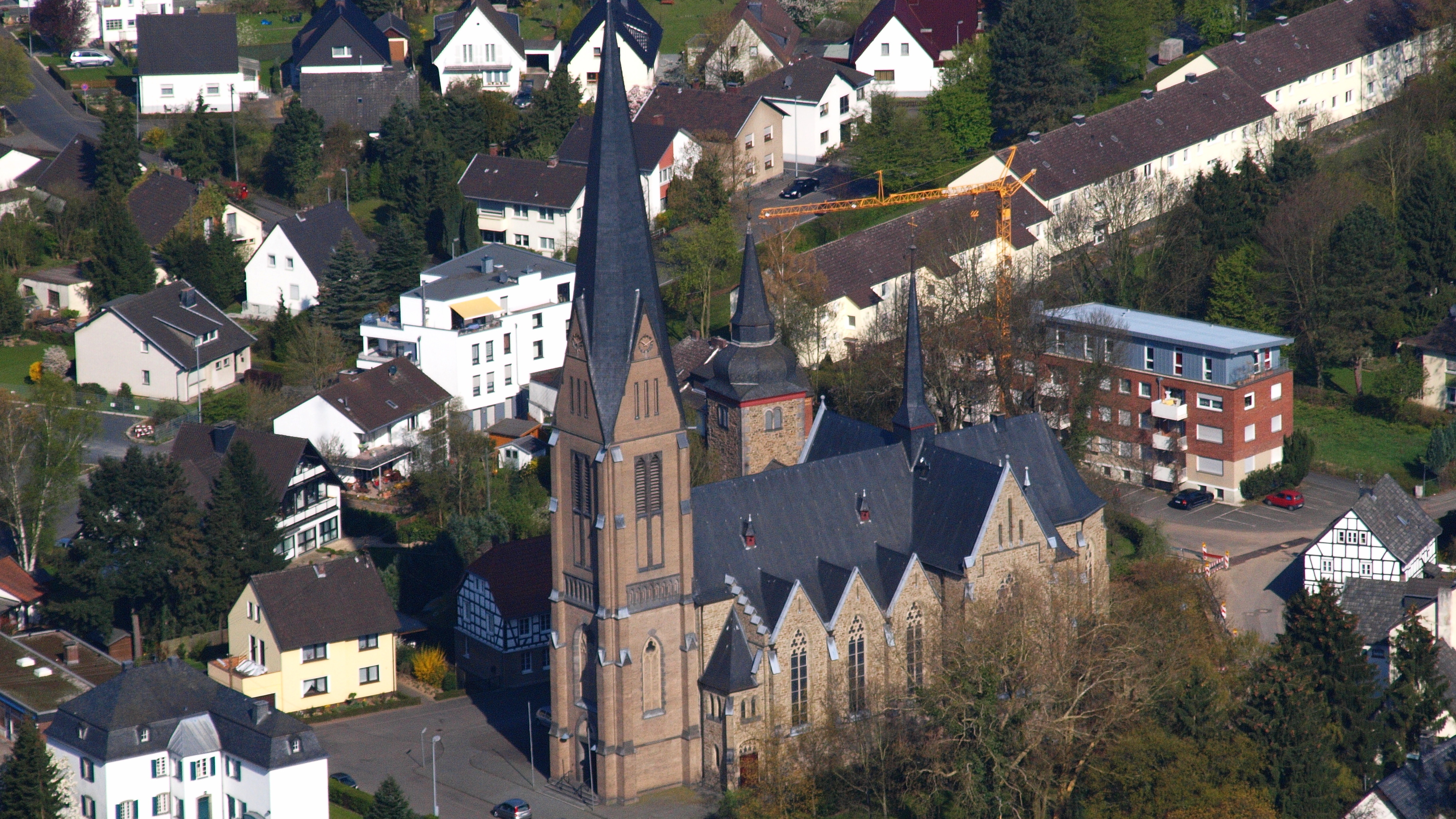
St. Simon und Judas, Luftaufnahme (2010)

St. Simon und Judas ist eine neugotische römisch-katholische Pfarrkirche in Hennef. Die heutige Kirche wurde 1898 bis 1900 im Zentrum des alten Ortsteils Hennef, der Hennefer „Altstadt“, an der Kirchstraße errichtet. Der Vorplatz der Kirche erhielt am 29. Oktober 2006 auf Initiative des Pfarrgemeinderates nach Beschluss durch den Stadtrat in Erinnerung an den verstorbenen polnischen Papst Johannes Paul II. den Namen Karol-Wojtyla-Platz.

## Geschichte
In der Stiftungsurkunde der Abtei Michaelsberg in Siegburg aus dem Jahr 1064 wird erwähnt, dass Erzbischof Anno die Kirche in Hennef zusammen mit dem Zehntrecht der Abtei überträgt. Demnach muss schon vorher in Hennef eine Kirche bestanden haben. Zu welchem Zeitpunkt die erste Kirche im Ortsteil Hennef errichtet wurde, lässt sich heute nicht mehr beantworten. Wahrscheinlich hat die Kirche das Patronat der Apostel Simon (der Zelot) und Judas (Thaddäus) erhalten, weil Anno zuvor Propst des gleichnamigen Stifts in Goslar gewesen war. Der Streit nach dem Tod Annos zwischen der Abtei Siegburg und dem Stift St. Cassius in Bonn um die Besitzverhältnisse in Hennef wurde schließlich 1132 nach Ausgleichszahlungen beigelegt.
Als der Hennefer Pfarrer in der Reformationszeit zum neuen Glauben übertrat, versahen die Minoriten aus dem Kloster Seligenthal fast hundert Jahre lang die Seelsorge an der Hennefer Pfarrkirche.

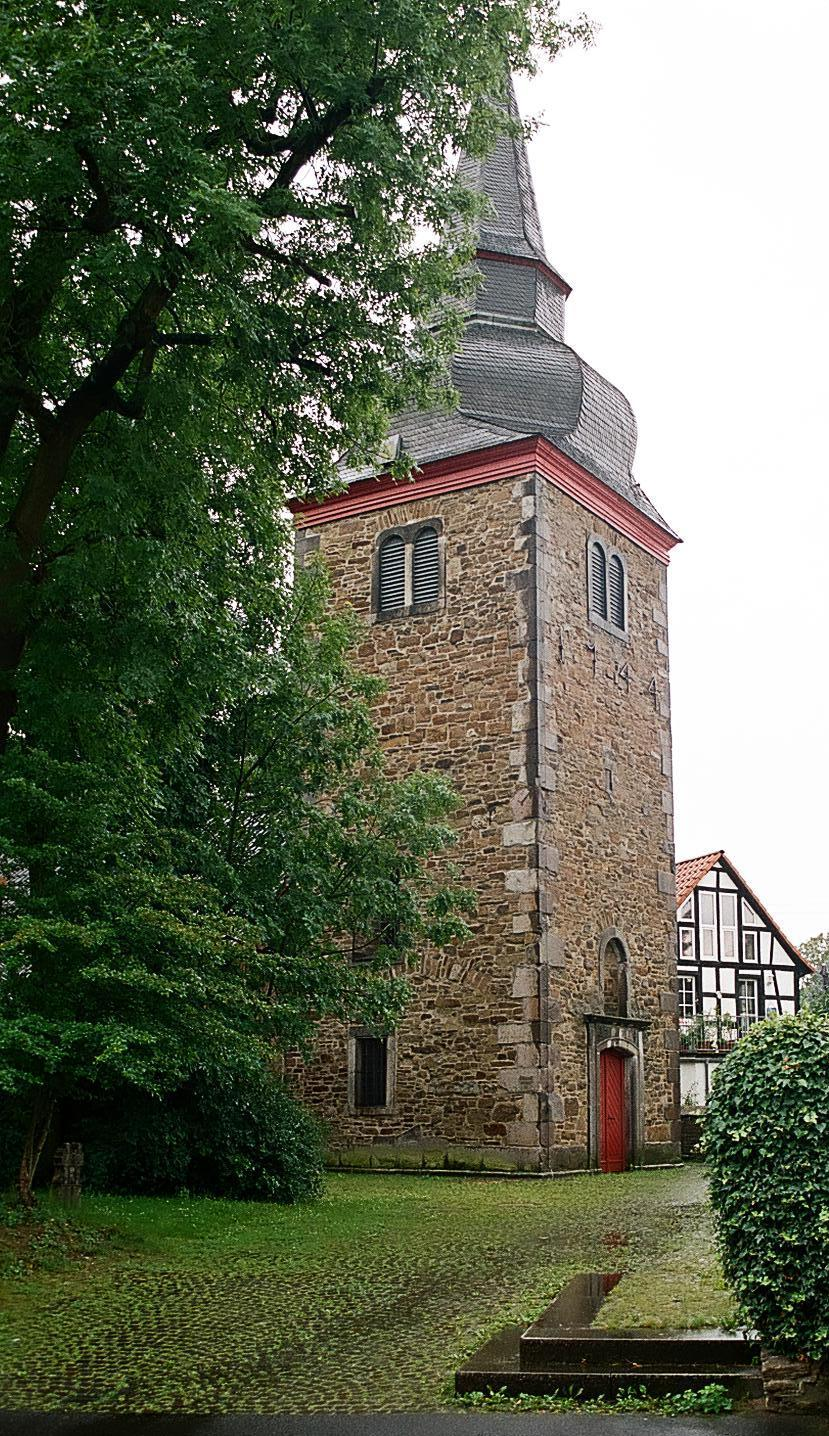
Der alte Kirchturm von 1744

In den Wirren des Dreißigjährigen Krieges hatte die Kirche schwer zu leiden. Am 28. Oktober 1672 wurde die Kirche von den Franzosen und am 25. Juli 1689 von den Verbündeten geplündert, dabei gingen die Kirchenbücher verloren. Umfangreiche Renovierungsarbeiten wurden 1720 durchgeführt. 1744 musste der Turm neu gebaut werden, der als einziger Teil der alten Pfarrkirche noch erhalten ist. 1787 wurde dann auch das Kirchenschiff neu gebaut und erhielt neben dem den Aposteln Simon und Judas geweihten Hochaltar zwei Seitenaltäre, die der Jungfrau Maria und dem hl. Hubertus geweiht sind.
1895 wurde eine Erweiterung des Chores beschlossen, da man die Kirche als zu klein und dem in der Industrialisierung aufstrebenden Hennef als nicht mehr angemessen empfand. Der neue Pfarrer Hubert Wingerath (1896–1915) setzte sich für den Bau einer neuen Kirche ein, die aus Gründen der Tradition auf dem Grundstück neben der alten Pfarrkirche errichtet werden sollte. Pfarrer Wingerath setzte sich hierbei gegen seinen durch Hennefer Industrielle geprägten Kirchenvorstand durch. Dieser favorisierte zunächst den Neubau auf dem Gebiet des heutigen Hennefer Marktplatzes. Der Kölner Architekt Theodor Roß entwarf eine Kirche im neugotischen Stil, deren Bau 1898 begonnen wurde. Am 24. September 1900 wurde sie vom Kölner Erzbischof Hubert Theophil Simar feierlich geweiht, und die Reliquien der Heiligen Agilof und   Paulinus wurden in den Hochaltar übertragen. Die alte Kirche wurde 1904 bis auf den Turm abgerissen. Der Turm der neuen Pfarrkirche musste 1967 abgetragen werden und wurde bis 1973 in Ziegeln neu errichtet. Er ist mit 74 Metern der höchste Kirchturm im Rhein-Sieg-Kreis.

## Ausstattung
Eine Besonderheit der Kirche ist die fehlende Ostung. Während der alte Kirchbau von 1744, dessen Turm noch steht, geostet ist, war dies bei dem Neubau von 1900 aufgrund der ungünstigen Anordnung des Grundstücks nicht möglich. Der 74 m hohe Turm ist nach Süden ausgerichtet, demzufolge befindet sich der Chor- und Altarraum im Norden.
Der große, helle Sakralbau besitzt einen alten handgeschnitzten Kreuzweg, der 1901 in St. Ulrich im Grödner Tal (Südtirol) angefertigt wurde, und einen modernen, aus weißem Kalkstein gehauenen Tabernakel des Kölner Bildhauers Heinz Gernot.
Von besonderer Bedeutung sind einige der zahlreichen Kirchenfenster, die sich durch ausdrucksvolle Farben auszeichnen. Das östliche Querschiff beherbergt das Weihnachtsfenster von 1900 mit einer Darstellung der Geburt Jesu. In der westlichen Marienkapelle befinden sich das Marienfenster mit Maria als himmlische Frau der Offenbarung des Johannes und Erzengel Michael besiegt den Drachen und das bekannte Drei-Hasen-Fenster des Künstlers Paul Weigmann, in der östlichen Josefskapelle das Josefsfenster mit Josef und Maria und dem Jesuskind auf der Flucht nach Ägypten und das Cäcilienfenster von 1900 mit dem Patron der Kirchenmusik Cäcilia an der Orgel, König David und Papst Gregor.

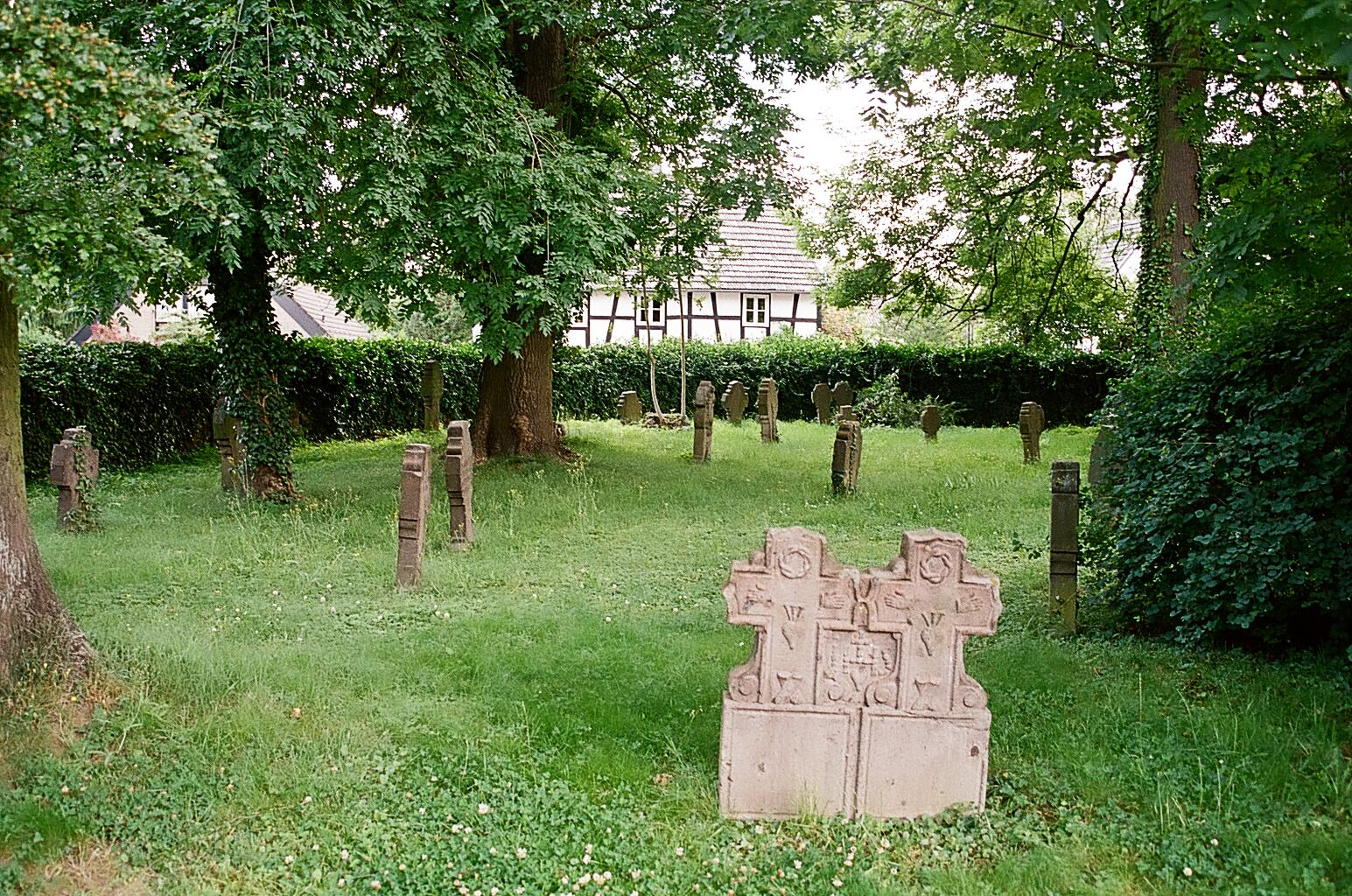
Alte Grabstätten auf dem Kirchhof

Der Altar – aus Teilen des alten Hochaltars – beinhaltet Reliquien der Heiligen Agilolf und Paulinus. An den Wänden sind fast lebensgroße Statuen der Zwölf Apostel angebracht. Entsprechend dem Patronat der Kirche stehen Simon (mit Säge) und Judas (mit Keule) auf beiden Seiten an vorderster Stelle. Die Figuren aus Ton (1907) stammen aus der Fabrik J. Giersberg, Köln-Kalk und wurden, wie die Kreuzwegstation, gestiftet. Die Apostelfiguren sollen früher einmal farbig bemalt gewesen sein.
Neben der neuen Pfarrkirche steht der alte Turm von 1744, an den die Friedhofskapelle St. Johannes angebaut wurde. Die Kapelle wird auch für nicht-kirchliche Begräbnisfeiern genutzt. Das 1786 erbaute Pfarrhaus wird durch den jeweiligen Hennefer Pfarrer bewohnt. Seit 2009 ist dies Pfarrer Hans-Josef Lahr, der auch den Pfarrverband Geistingen / Hennef / Rott mit den drei Pfarrkirchen St. Michael in Geistingen, St. Simon und Judas in Hennef (Stadt) und Mariä Heimsuchung in Rott mit den drei Filialkirchen Herz-Jesu in Stoßdorf, St. Josef in Allner und St. Michael in Westerhausen leitet.

### Orgel
Die Orgel wurde 2006 von der österreichischen Firma Rieger Orgelbau (Sitz in Schwarzach) erbaut. Das Schleifladen-Instrument hat 42 Register auf drei Manualen und Pedal. Die Spieltrakturen sind mechanisch, die Registertrakturen sind elektrisch.
| I Hauptwerk C–a3 |                  |       |
| 1.               | Bordun           | 16′   |
| 2.               | Principal        | 8′    |
| 3.               | Flûte harmonique | 8′    |
| 4.               | Metallgedackt    | 8′    |
| 5.               | Octave           | 4′    |
| 6.               | Blockflöte       | 4′    |
| 7.               | Superoctave      | 2′    |
| 8.               | Mixtur IV        | 1 ⁄3′ |
| 9.               | Cornet V         | 8′    |
| 10.              | Trompete         | 8′    |

| II Positif expressif C–a3 |               |       |
| 11.                       | Gedackt       | 8′    |
| 12.                       | Salicional    | 8′    |
| 13.                       | Principal     | 4′    |
| 14.                       | Rohrflöte     | 4′    |
| 15.                       | Doublette     | 2′    |
| 16.                       | Larigot       | 1 ⁄3′ |
| 17.                       | Plein Jeu III | 1′    |
| 18.                       | Cromorne      | 8′    |
|                           | Tremulant     |       |
|                           | Glockenspiel  |       |

| III Récit expressif C–a3 |                    |        |
| 19.                      | Bourdon            | 16′    |
| 20.                      | Cor de nuit        | 8′     |
| 21.                      | Gambe              | 8′     |
| 22.                      | Voix céleste       | 8′     |
| 23.                      | Fugara             | 4′     |
| 24.                      | Flûte octaviante   | 4′     |
| 25.                      | Nazard             | 2 ⁄3′  |
| 26.                      | Quarte de Nazard   | 2′     |
| 27.                      | Tierce             | 1 3⁄5′ |
| 28.                      | Sifflet            | 1′     |
| 29.                      | Fourniture IV      | 2′     |
| 30.                      | Basson             | 16′    |
| 31.                      | Trompette harmique | 8′     |
| 32.                      | Hautbois           | 8′     |
| 33.                      | Voix humaine       | 8′     |
| 34.                      | Clairon            | 4′     |
|                          | Tremulant          |        |

| Pedalwerk C–f1 |            |         |
| 35.            | Principal  | 16′     |
| 36.            | Subbass    | 16′     |
| 37.            | Quinte     | 10 2⁄3′ |
| 38.            | Octave     | 8′      |
| 39.            | Gemshorn   | 8′      |
| 40.            | Choralbass | 4′      |
| 41.            | Posaune    | 16′     |
| 42.            | Trompete   | 8′      |

- Koppeln
  - Normalkoppeln: II/I, III/I, III/II, I/P, II/P, III/P
  - Suboktavkoppeln: III/I, III/II, III/III
  - Superoktavkoppeln: III/I, III/P

## Glocken
In den Jahren 1929–1931 erhielt die Hennefer Pfarrkirche ein vierstimmiges Geläut von der Firma Otto aus Bremen-Hemelingen. Bis auf die Barbara-Glocke (1931) wurde das Geläut im Zweiten Weltkrieg vernichtet. Der heutige Kirchturm beherbergt insgesamt sechs Bronze-Kirchenglocken: die Barbara-Glocke sowie fünf Glocken der Firma Petit & Gebr. Edelbrock aus Gescher (alle Jahrgang 1955). Die Glocken können Anfangsmelodien bekannter Kirchenlieder wie Christ ist erstanden und Nun bitten wir den Heiligen Geist läuten. St. Simon und Judas hatte als erste Pfarrkirche im Erzbistum Köln nach dem Zweiten Weltkrieg ein sechsstimmiges Geläut. Ein solches Geläut findet sich im Rhein-Sieg-Kreis sonst nur noch in der Pfarrkirche St. Laurentius in Windeck-Dattenfeld.
| Glocke                      | I                   | II                  | III           | IV                  | V                   | VI                  |
| --------------------------- | ------------------- | ------------------- | ------------- | ------------------- | ------------------- | ------------------- |
| Name                        | Salvator            | Joseph              | -             | Andreas             | Simon               | Thaddäus            |
| Gussjahr                    | 1955                | 1955                | 1931          | 1955                | 1955                | 1955                |
| Metall                      | Bronze              | Bronze              | Bronze        | Bronze              | Bronze              | Bronze              |
| Durchmesser [mm]            | 1432                | 1255                | 1073          | 925                 | 765                 | 683                 |
| Schlagringstärke [mm]       | 110                 | 95                  | 78 (77)       | 68                  | 54                  | 49                  |
| Gewicht ca. [kg]            | 1850                | 1250                | 820           | 470                 | 280                 | 200                 |
| Proportion (Dm/Sr)          | 1:13,0              | 1:13,2              | 1:13,7        | 1:13,6              | 1:14,1              | 1:13,9              |
| Schlagton/Nominal (HT-1/16) | d'-7                | e’-7                | g’-6          | a’-6                | c’’-6               | d’’-7               |
| Konstruktion                | Mittelschwere Rippe | Mittelschwere Rippe | Schwere Rippe | Mittelschwere Rippe | Mittelschwere Rippe | Mittelschwere Rippe |